# Willy Böckl
Wilhelm Richard „Willy“ Böckl (* 27. Januar 1893 in Klagenfurt; † 22. April 1975 ebenda) war ein österreichischer Eiskunstläufer, der im Einzellauf startete. Er ist der Weltmeister von 1925 bis 1928 und der Europameister von 1922, 1923 sowie von 1925 bis 1928.
Nachdem er bei den Weltmeisterschaften 1913, 1914, 1922, 1923, 1924 trotz siebenjähriger Weltkriegspause fünfmal in Folge auf dem Podium landete, aber nie den Titel erringen konnte, wurde er von 1925 bis 1928 viermal in Folge Weltmeister und dies immer vor einem Landsmann; bei seinem ersten Titel vor Fritz Kachler, den er erstmals bei einer Weltmeisterschaft schlagen konnte, zweimal vor Otto Preissecker und beim letzten Mal vor dem späteren Serienweltmeister Karl Schäfer.
Böckl gewann zweimal olympisches Silber, 1924 in Chamonix und 1928 in St. Moritz. Er unterlag beide Male dem dreifachen Olympiasieger Gillis Grafström.
Im Zeitraum von 1922 bis 1928 wurde Böckl sechsmal Europameister, 1922, 1923, 1925, 1926, 1927 und 1928.
Böckl stand als Erster einen doppelten Rittberger.
Nach seinem Karriereende als aktiver Sportler zog er in die USA und wurde Trainer. 1937 veröffentlichte er das Buch Willy Boeckl On Figure Skating.

## Ergebnisse

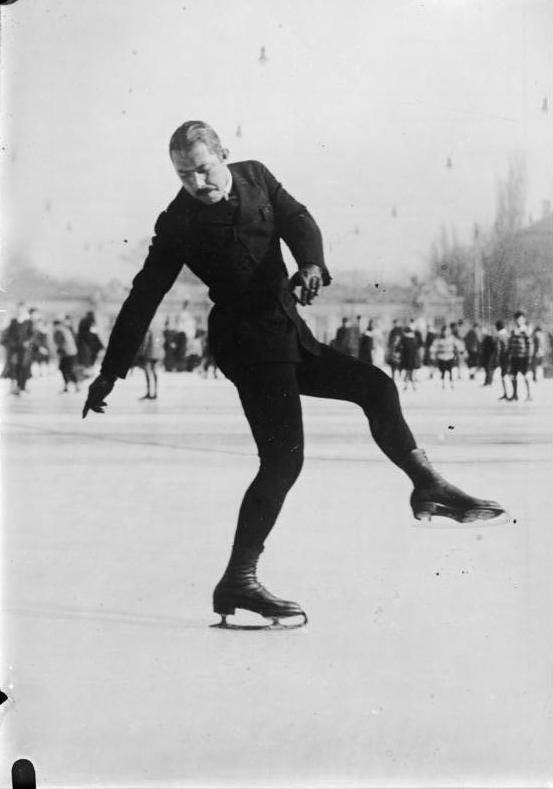
Böckl bei der Weltmeisterschaft 1928

| Wettbewerb / Jahr               | 1913 | 1914 | 1920 | 1922 | 1923 | 1924 | 1925 | 1926 | 1927 | 1928 |
| ------------------------------- | ---- | ---- | ---- | ---- | ---- | ---- | ---- | ---- | ---- | ---- |
| Olympische Winterspiele         |      |      |      |      |      | 2.   |      |      |      | 2.   |
| Weltmeisterschaften             | 2.   | 3.   |      | 3.   | 2.   | 2.   | 1.   | 1.   | 1.   | 1.   |
| Europameisterschaften           | 3.   | 3.   |      | 1.   | 1.   |      | 1.   | 1.   | 1.   | 1.   |
| Österreichische Meisterschaften | 1.   | 1.   | 1.   |      |      | 1.   | 2.   |      |      |      |